# Courlis corlieu
Numenius phaeopus
Espèce
Statut de conservation UICN

 LC  : Préoccupation mineure

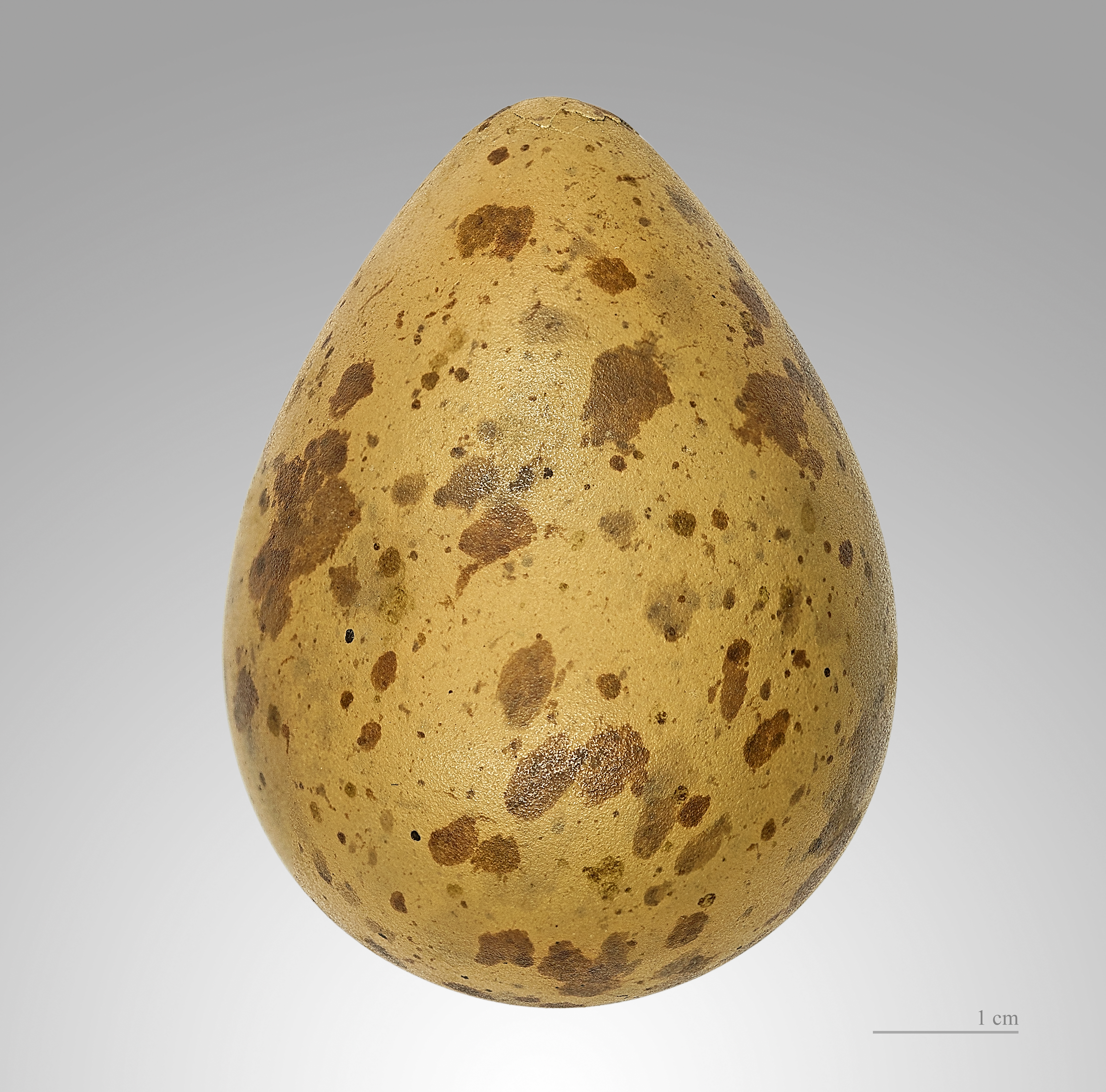
Œuf de Courlis corlieu - Muséum de Toulouse

Le Courlis corlieu (Numenius phaeopus) est une espèce d'oiseaux limicoles de la famille des scolopacidés.

## Description
Le Courlis corlieu est un courlis de taille moyenne (40 à 46 cm) au bec arqué et au dessin de la tête caractéristique : fine raie sommitale jaunâtre, parfois peu marquée, mais les longs sourcils plus pâles contrastent avec les larges raies latérales sombres de la calotte et les lores sombres. Les plumes brun sombre des parties supérieures présentent des liserés et dentelures variables, chamois ou blanchâtres. Le cou et les parties inférieures sont chamois très clair, voire blanchâtres. Les stries brunes du cou et de la poitrine évoluent en chevrons sur les flancs.

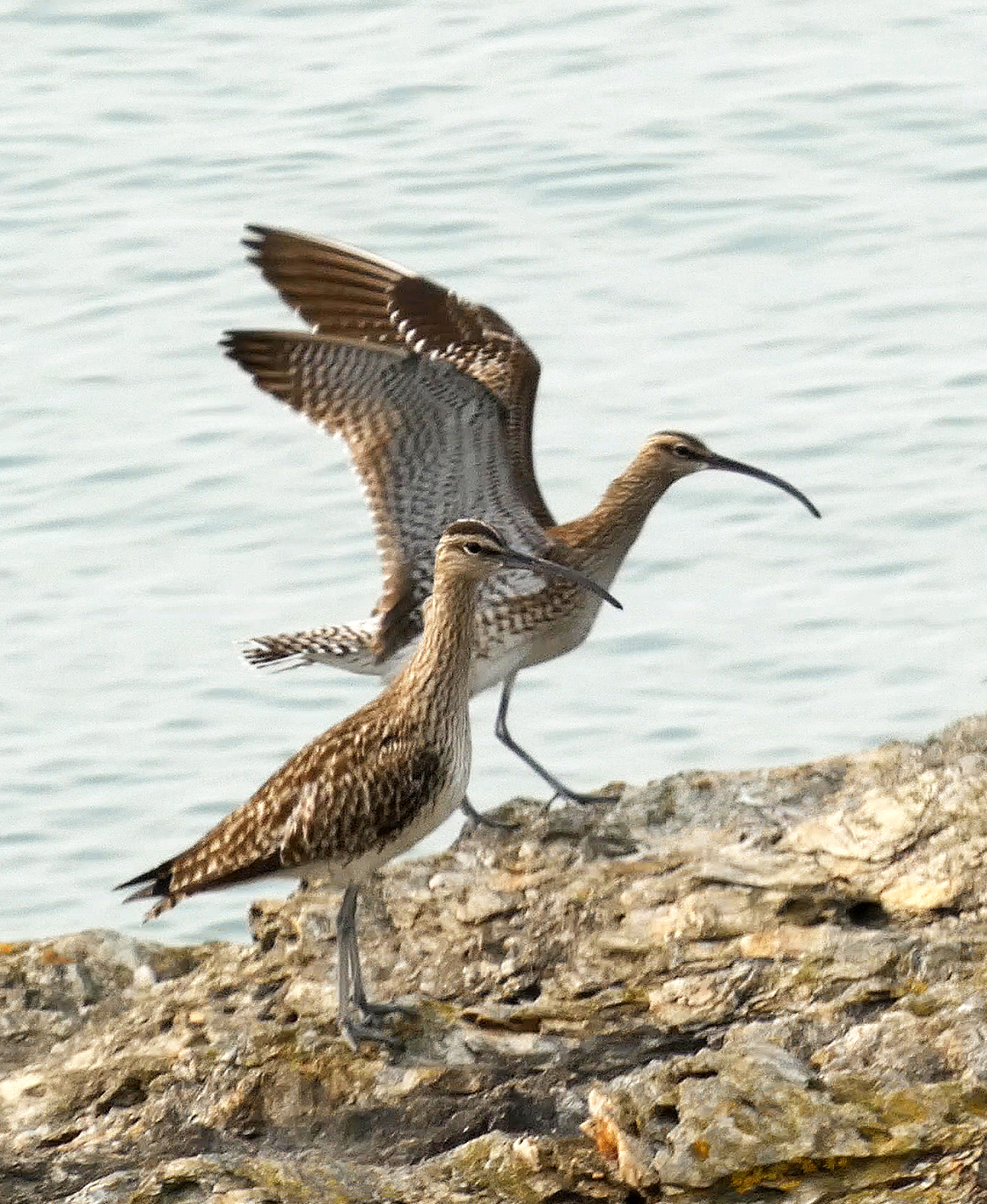
En passage migratoire sur le littoral breton.

Les juvéniles arborent un plumage très proche de celui des adultes mais les scapulaires, les couvertures alaires et tertiaires présentent de nettes dentelures chamois.
Le Courlis corlieu est beaucoup plus petit que les Courlis cendré (Numenius arquata), Courlis à long bec (Numenius americanus) et Courlis de Sibérie (Numenius madagascariensis) et a un bec proportionnellement plus court. Il ressemble davantage au Courlis d'Alaska (Numenius tahitiensis) qui présente un dessin de la tête assez voisin.

## Sous-espèces
Selon la classification de référence (version 14.1, 2024) de l'Union internationale des ornithologues il se répartit en 5 sous-espèces (ordre philogénique) :
- Numenius phaeopus islandicus Brehm, CL, 1831 — Islande et îles britanniques, hiberne en Afrique de l'Ouest ;
- Numenius phaeopus phaeopus (Linnaeus, 1758) — de la Norvège à la péninsule de Taïmyr, hiverne en Afrique et Asie méridionale ;
- Numenius phaeopus alboaxillaris Lowe, 1921 — Asie centrale, hiverne en Asie méridionale et orientale ;
- Numenius phaeopus rogachevae Tomkovich 2008 — centre/nord de la Sibérie, hiverne en Afrique orientale et ouest de l'Inde ;
- Numenius phaeopus variegatus (Scopoli, 1786) — nord-est de la Sibérie, hiverne en Inde et en Australie.

## Habitat

Carte de répartition
Aire de nidification
Voie migratoire
Aire d'hivernage

Le Courlis corlieu niche dans la toundra et les landes à bruyères subarctiques, souvent près de la limite des arbres.
En migration, il fait halte le long des côtes, sur les zones humides intérieures et dans les prés couverts de végétation basse.
Il hiverne essentiellement le long des côtes rocheuses ou vaseuses, dans les estuaires et sur les prairies humides.

## Comportement

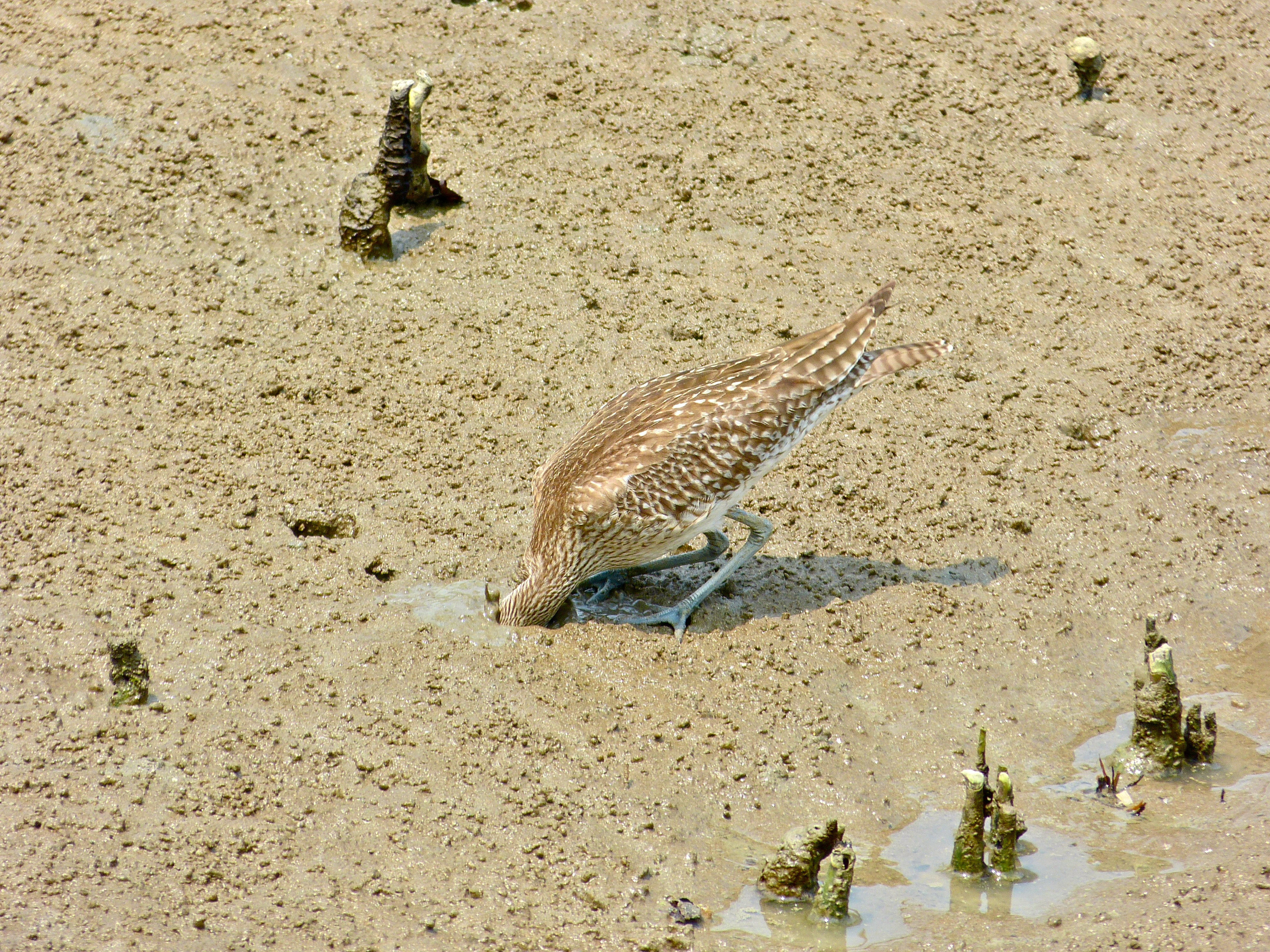
Courlis corlieu sondant un trou dans la vase (parc national de Bako, Malaisie)

Le Courlis corlieu se nourrit isolément ou en petits groupes mais peut se rassembler en reposoirs importants. Il picore plus à la surface que les autres courlis mais sonde cependant la surface de temps à autre.

## Alimentation
Cet oiseau se nourrit essentiellement d'invertébrés tels de petits crabes.

## Nidification
Creux peu profond dans les feuilles mortes, sous un roncier ou autre (4 œufs/1 ponte/mars-aout).